# Jorge Vélez (Schauspieler)
Jorge Vélez (* 1912 in Puebla; † 11. Februar 1970 in Puebla) war ein mexikanischer Schauspieler und Filmproduzent.
Der Zeitpunkt der Geburt von Jorge Vélez ist nicht eindeutig geklärt. Neben 1912 findet sich ebenso die Angabe des Jahres 1911. Vélez war einer der bedeutenden Schauspieler des mexikanischen Films in den 1930er-Jahren. Sein Debüt gab er 1934 in dem Film Doña Malinche von Hilario Paullada. Über den Film, der wohl eine Komödie angesiedelt im ländlichen Raum war, ist kaum etwas bekannt. Ende der 1930er-Jahre begann er mit der Firma Ixtla Films auch als Produzent tätig zu werden. Nach 1946 finden sich keine Hinweise auf weitere Tätigkeit als Schauspieler oder Produzent.

## Filmografie
als Schauspieler:
- 1934: Doña Malinche
- 1935: La familia Dressel
- 1937: Suprema ley
- 1937: Jalisco nunca pierde
- 1938: Ojos tapatios
- 1938: Alarma
- 1938: La tierra del mariachi
- 1939: Aventurero del mar
- 1940: Infidelidad
- 1941: Amor chinaco
- 1942: Virgen de medianoche
- 1943: Guadalajara
- 1945: Amor prohibido
- 1946: Una sombra en mi destino

als Produzent:
- 1938: Alarma
- 1942: Virgen de medianoche
- 1942: Jesusita en Chihuahua
- 1943: El misterioso señor Marquina
- 1944: La dama de las camelias
- 1945: Corazones de México